# Реакционный центр
Реакционный центр — комплекс белков, пигментов и других кофакторов, взаимодействие которых обеспечивает реакцию превращения энергии света в химическую при фотосинтезе. Реакционный центр получает энергию или через непосредственное возбуждение одной из своих молекул или через перенос энергии от светособирающих комплексов, что даёт начало цепочке химических реакций, происходящей на связанных белками кофакторах. Эти кофакторы — светопоглощающие молекулы (также именуемые хромофорами или пигментами) такие как хлорофилл, феофитин и хиноны. Энергия фотона используется для поднятия электрона на более высокий энергетический уровень. Запасённая таким образом свободная энергия идёт на восстановление цепочки акцепторов электрона с более высоким редокс-потенциалом.
Реакционные центры есть у всех фотосинтезирующих организмов: зелёных растений, водорослей и многих бактерий. Несмотря на то, что разные виды разделены миллиардами лет эволюции, реакционные центры у всех видов гомологичны, в то время как светособирающие комплексы весьма разнообразны. Всего выделяют четыре основных типа реакционных центров, включающих пигменты — П700 (у высших растений в фотосистеме I), П680 (у высших растений в фотосистеме II), П870 (у пурпурных бактерий) и П840 (у зелёных серобактерий). Фотосистемы являются большими белковыми суперкомплексами, окружёнными множеством светособирающих антенн.

## Трансформация энергии света в энергию разделения зарядов
Реакционные центры есть у всех зелёных растений, водорослей и многих бактерий. Лучше всего изучен реакционный центр бактерии Rhodopseudomonas: это был первый реакционный центр с полностью расшифрованной структурой, что облегчалось отсутствием у него большого количества дополнительных субъединиц.
Реакционный центр устроен таким образом, чтобы эффективно поглощать энергию света и трансформировать её в химическую форму. После поглощения энергии хлорофиллы испускают пару электронов, которые поступают в ЭТЦ.
Согласно квантовой теории Эйнштейна свет состоит из мельчайших частиц, несущих порции энергии — фотонов. Если фотон с достаточным количеством энергии поглотится электроном, то электрон может перейти на новый энергетический уровень. Наиболее стабильное состояние электронов — на их самом нижнем энергетическом уровне. В этом состоянии электрон занимает орбиталь с наименьшим количеством энергии. Высокоэнергетические электроны могут вернуться в своё исходное состояние, подобно тому, как мяч катится вниз с лестницы. В ходе этого процесса электрон теряет энергию. Именно этот процесс и используется в реакционном центре.
Электронное возбуждение молекулы хлорофилла а приводит к уменьшению окислительно-восстановительного потенциала, то есть молекула легче отдает электроны, что является ключевым фактором в преобразовании энергии электронного возбуждения в химическую. Зелёные растения имеют многочисленные акцепторы электронов, упорядочены в цепь электронного транспорта, куда входят феофитин, хинон, пластохинон, цитохром-b6f-комплекс и ферредоксин. Завершает цепочку восстановление молекулы НАДФН. Прохождение электрона через цепь переноса электронов приводит к закачке протонов из стромы хлоропласта в люмен, благодаря чему образуется градиент протонов на тилакоидной мембране, который клетка может использовать для синтеза АТФ с использованием АТФ-синтазы. Как НАДФН, так и АТФ используются в цикле Кальвина для фиксации углерода.

## Бактерии

### Структура
Определение структуры реакционных центров бактерий стало важным шагом на пути понимания химии биологических процессов и усвоения световой энергии. В конце 1960-х годов Дэн Рид и Родерик Клейтон первыми выделили фракцию реакционных центров пурпурной бактерии Rhodobacter sphaeroides. Кристаллическую структуру впервые определили в 1982 году Хартмут Михель, Иоганн Дайзенхофер и Роберт Хубер, за что в 1988 году получили Нобелевскую премию. Это открытие было особо важным ещё и потому, что реакционный центр фотосистемы бактерий стал первым мембранным комплексом с расшифрованной структурой.
Реакционный центр пурпурных бактерий состоит из трёх субъединиц. Субъединицы L и M пронизывают
двойной липидный слой мембраны. Структурно они похожи между собой, обе имеют пять трансмембранных альфа-спиралей, четыре бактериохлорофилла b (BChl-b), два бактериофеофитина b (BPheo), два хинона (QA и QB) и ион железа между ними, связанный с субъединицами L и M. Субъединица H, показанная на картинке золотистым цветом, лежит с цитоплазматической стороны плазматической мембраны. Цитохромная субъединица, не показанная на рисунке, содержит четыре гема с-типа и лежит на внешней поверхности мембраны. Наличие этой субъединицы в бактериях не обязательно. Основную роль в работе фотосистемы играют коровые субъединицы L и M, связывают функциональные кофакторы и хлорофиллы.
Реакционные центры разных видов бактерий могут иметь несколько разные бактериохлорофиллы и бактериофеофитины. Благодаря этой изменчивости меняется спектр света, который поглощают бактерии, а это способствует образованию особых ниш фотосинтеза. Реакционный центр состоит из димера бактериохлорофилла а, выполняющего функцию сбора и передачи энергии поглощенного фотона, и бактериофеофитина, который первым принимает на себя электрон, осуществляя первичное разделение зарядов. BChl напоминает по строению молекулу хлорофилла зелёных растений, но, благодаря небольшим структурным различиям, имеет пик поглощения в инфракрасной области с длиной волны до 1000 нм. Bpheo имеет почти то же строение, что и BChl, но центральный атом магния в нём замещен двумя протонами. Это замещение приводит как к изменению максимума поглощения, так и к уменьшению окислительно-восстановительного потенциала.

### Механизм
Процесс начинается, когда свет поглощается двумя молекулами BChl (димером) на периплазматической стороне мембраны. Эта пара, именуемая специальной парой, поглощает фотоны с длиной волны 870 и 960 нм в зависимости от вида, а потому её называют П870 (у Rhodobacter sphaeroides) или П960 (Rhodopseudomonas viridis). После поглощения фотона на субъединице L происходит разделение зарядов и перенос электрона от Bchl на BPheo. Пигмент остается положительно заряженным, тогда как BPheo получает отрицательный заряд перенесённого электрона. Этот процесс длится примерно 10 пкс (10−11 секунд).
На этой стадии заряды специальной пары П870+ и BPheo- могут рекомбинировать. При этом энергия высокоуровневого электрона будет растрачена на тепло. Реакционный центр имеет несколько механизмов предотвращения этого нежелательного процесса. Так, возврат электрона с BPheo- на П960+ происходит довольно медленно по сравнению с другими реакциями. Намного быстрее протекает реакция переноса электрона от BPheo- (BPheo- окисляется до BPheo) на хинон (QA), а P960+ в свою очередь забирает электрон от гема с цитохромной субъединицы над реакционным центром (П960+ восстанавливается до П960).
Высокоэнергетический электрон, локализованный на прочно связанной молекуле хинона QA, переходит к молекуле хинона QB. Эта молекула слабо ассоциирована с белком и легко отрывается. Для того, чтобы полностью восстановить QB в QH2, нужны два высокоэнергетических электрона. При этом два протона берутся из цитоплазмы. Восстановленный хинон QH2 диффундирует через мембрану к другому белковому комплексу — цитохром-bc1-комплексу, где происходит его окисление. В этом процессе восстановительный потенциал QH2 используется для того, чтобы закачать два протона через мембрану в периплазматическое пространство. Электроны переходят из комплекса bc1 на маленький водорастворимый белок цитохром c2, который переносит их к цитохромной субъединице, обеспечивая цикличность транспорта электронов.
По аналогичному принципу построен реакционный центр зелёных серобактерий, который близок фотосистеме I. Однако, в отличие от реакционного центра пурпурных бактерий, описанного выше, ФС зелёных серобактерий осуществляет линейный, а не циклический транспорт электронов, окисляя сероводород или тиосульфат и восстанавливая ферредоксин.
У зелёных серобактерий реакционный центр состоит из пяти субъединиц: PscA-D. Две субъединицы PscA димеризуются и вместе удерживают кофакторы (одну специальную пару П840, бактериохлорофилл а и филлохинон на каждой PscA и один железосерный кластер Fx между ними), при этом каждая из них связывает по одной копии PscD и PscC, последняя несёт на себе гем. Субъединица PscB помещается в центре димера и связывает два железосерных кластера, которые передают электроны на ферредоксин[значимость факта?].

## Зелёные растения

### Оксигенный фотосинтез
В 1772 году химик Джозеф Пристли провёл цикл экспериментов с газами, которые принимают участие в процессах дыхания и горения. В первом эксперименте от зажег свечу и поместил её под перевёрнутый сосуд. Через некоторое время свеча погасла. Далее он провел аналогичный эксперимент с мышкой. Мышь умерла вскоре после того, как погасла свеча. Оказалось также, что воздух можно оживить, если поместить в герметичную ёмкость зелёные растения, предоставив им доступ к свету. Наблюдение Пристли были одной из первых демонстраций деятельности фотохимических реакционных центров.
В 1779 Ян Ингенхауз провёл свыше 500 экспериментов в течение четырёх месяцев в попытке объяснить феномен, открытый Пристли. Он записывал свои открытия в книгу, озаглавленную «Эксперименты над овощами». Ингенхауз брал зелёные растения и погружал их в прозрачную ёмкость с водой. Он увидел множество пузырьков, поднимавшихся к поверхности с листьев растений, каждый раз когда растение выставляли на свет. Он собрал этот газ и провёл несколько экспериментов, чтобы определить его химическую природу. Эксперименты выявили способность газа возобновлять горение тлеющей лучины, то есть оказалось, что это был кислород или, как называл его Джозеф Пристли, «де-флогистонирующий воздух».
В 1932 году профессор Роберт Эмерсон и студент Уильям Арнольд использовали методику вспышек, чтобы точно измерить небольшие количества кислорода, произведённого хлорофиллом водоросли Chlorella. Своими экспериментами они доказали существование фотохимического центра. Позже Гаффрон и Воль объяснили результаты опыта, поняв, что энергия света, поглощенная хлорофиллом, передается в место, которое получило название фотохимического центра фотосистемы II. Такой процесс присущ цианобактериям, водорослям и зелёным растениям.

### Фотосистема II
Фотосистема II производит два электрона, предназначенные для восстановления НАДН+ при помощи фермента ферредоксин-НАДФ+-редуктазы. Она содержится в тилакоидных мембранах внутри хлоропластов, где в зелёных растениях протекает фотосинтез. По своему строению она удивительно похожа на фотохимический центр пурпурных бактерий, что позволяет предположить существование общего предка.
Ядро фотосистемы II состоит из двух субъединиц, именуемых D1 и D2. Эти две субъединицы аналогичны субъединицам L и M фотохимических центров бактерий. Она отличается от субъединиц бактериальных центров наличием множества дополнительными субъединиц с хлорофиллами, что повышает её эффективность. Суммарную реакцию, протекающую в фотосистеме II, можно записать как:
{\displaystyle {\begin{matrix}\ &h\nu &\ \\2Q+2H_{2}O&\rightarrow &O_{2}+2QH_{2}\end{matrix}}},
где Q обозначает пластохинон, а QH2 — его восстановленную форму. Процесс восстановления хинона похож на аналогичный процесс в фотохимических центрах бактерий. Фотосистема II получает электрон от воды посредством фотохимического окисления. Побочным продуктом этого процесса является молекулярный кислород, и именно благодаря этому зелёные растения обогащают кислородом атмосферу Земли. Тот факт, что кислород, который производят зелёные растения, берется из воды, первым доказал американский биохимик канадского происхождения Мартин Дэвид Камен. Для того, чтобы отследить путь атома кислорода от воды до молекулярного кислорода, он использовал природный стабильный изотоп кислорода 18O. Реакцию фотохимического окисления воды в фотохимическом центре фотосистемы II катализирует белковый комплекс с четырьмя ионами марганца.
Как и в фотохимическом центре бактерий, процесс начинается с поглощения света парой молекул хлорофилла. Зелёные растения используют хлорофилл a, а не бактериохлорофилл а, благодаря чему поглощают свет с меньшей длиной волны. Пару хлорофиллов фотохимического реакционного центра часто обозначают в соответствии с их максимум поглощения как П680. После поглощения фотона электрон с высокой энергией переходит к молекуле феофитина. От молекулы феофитина он переходит на две молекулы пластохинона — одну прочно прикрепленную, вторую связанную слабо, аналогично тому, как это происходит в бактериальных реакционных центрах. Для полного восстановления слабо связанной молекулы пластохинона требуется два высокоуровневых электрона и два протона из стромы.
Фотосистема II отличается от реакционного центра бактерий источником электронов, восстанавливающих пару молекул хлорофилла a. В бактериях электроны берутся с восстановленной группы гема цитохромной субъединицы или с растворимого в воде белка цитохрома c2.
После завершения процесса разделения заряда молекула П680 остается положительно заряженной. Она является очень сильным окислителем и отбирает два электрона у молекул воды, ассоциированных с марганцевым центром, расположенным неподалеку. Кроме четырёх ионов марганца этот центр содержит ион кальция, ион хлора и тирозиновый остаток. Эффективность марганца обусловлена тем, что он имеет четыре состояния окисления: Mn2+, Mn3 +, Mn4+ и Mn5+. Кроме того марганец хорошо связывается с соединениями, содержащими кислород, например, с водой.
Поглощая фотон, П680 теряет электрон и получает положительный заряд. Этот заряд нейтрализуется путём получения электрона от марганцевого центра. Для окисления воды нужно четыре электрона. Именно молекулы воды является источником электронов, восстанавливающих две молекулы Q к QH2. Такой каталитический центр расщепления воды до сих пор не удается воссоздать никакими искусственными методами.

### Фотосистема I
Покинув фотосистему II, электрон переносится на цитохром-b6f-комплекс, а от него — на белок пластоцианин. Пластоцианин диффундирует в люмене к следующему реакционному центру — фотосистеме I и переносит электрон.
Как и в фотосистеме II и реакционном центре бактерий, процесс начинается с пары молекул хлорофилла a, в которой происходит фотоиндуцированное разделение заряда. Эту пару называют П700, где 700 означает длину волны максимального поглощения молекул хлорофилла. П700 расположена в центре молекулы белка. После разделения заряда электрон переносится через транспортную цепочку в молекулы хлорофилла a, к молекуле хинона, через три железосерных кластера 4Fe-4S на ферредоксин. Ферредоксин является растворимым белком, содержащим кластер 2Fe-2S, координированный четырьмя цистеиновыми остатками. Положительный заряд, оставшийся на П700, нейтрализуется переносом электронов электронов от пластоцианина. Общая формула реакции в фотосистеме I имеет вид:
{\displaystyle {\begin{matrix}\ &h\nu &\ \\Pc(Cu^{+})+Fd_{ox}&\rightarrow &Pc(Cu^{2+})+Fd_{red}\end{matrix}}}
Взаимодействие между фотосистемами I и II создает поток электронов от H2O до НАДФ+. Его называют Z-схемой фотосинтеза, поскольку редокс-диаграмма пути переноса электрона от П680 до П700 похожа на букву Z.